# Baie d'Aniva
La baie d'Aniva (en russe : Залив Анива, en japonais : 亜庭湾), ou golfe d'Aniva, est située à l'extrémité sud de l'île de Sakhaline en Russie, séparée du nord de l'île de Hokkaidō (Japon) par le détroit de La Pérouse.
La plus grande ville sur la baie est Korsakov.